# FMながと
株式会社FMながと（エフエムながと）は、山口県長門市全域及びその周辺地域をサービスエリアとしてコミュニティ放送を行う企業である。ステーションネームは "FM AQUA"（エフエム・アクア）。

## 概要
山口県下6番目、全国では173番目のコミュニティ放送局として、地元の食品加工会社フジミツをはじめとする地元経済界が中心となって設立（ただし大株主は法人としてのフジミツではなく同社代表の藤田雅史の個人名義である）。
2005年2月16日～24日の試験放送期間を経て、25日から本放送を開始した。開局当初にあったスタジオはJR長門市駅南口のショッピングセンター「ウェーブ」の屋上看板直下にあり、スタジオからは市内が見渡せた。2019年いっぱいでウェーブが閉店することとなり、同年12月15日にショッピングセンターのフジ長門店内に本社とスタジオを移転した。
職員の殆どがパーソナリティ、ミキサー、営業、製作、編成などの複数の業務に携わっており、正社員の専任パーソナリティは少ない。
宇部市のエフエムきららが行う『きらら方式』を採る放送局の一つ。

### 放送局概要
- 本社所在地：山口県長門市仙崎字網田322番地2 フジ長門店内 〒759-4106
- 送信所：長門市日置上矢ヶ浦 矢ヶ浦岳山頂
  - 県内各テレビ局・FM局の長門中継局と同じ場所にある（施設は別）。
  - 基本的な可聴エリアは「長門市の一部」となっている。

- 放送時間：毎日7:00 - 22:00
  - 特別企画などで放送時間が延長されることも多い。
- キャッチフレーズ：“地産地消media”
  - 放送内で流れるジングルの一部などには、かつてのキャッチフレーズ“夢、スパークリング”、“街の小さなラジオ屋さん”、“魅せます!ど根性”が残っている。
- コンセプト：「わたしたちにできること」「町の小さなラジオ屋さん」

## 沿革
- 2005年（平成17年）
  - 2月16日 - 24日にかけて試験放送を実施。
  - 2月25日 - 本放送を開始。
  - 12月24日 - 翌25日にかけて、初のオールナイト放送を実施。
  - 12月31日 - 翌1月1日にかけて初の年越しオールナイト放送を実施。
- 2006年（平成18年）
  - 2月27日 - 大幅改編を実施。「情報スパークリング」「歌謡大作戦」など一部の番組を除き、タイムテーブルが大幅に変更される。同時に「魅せます！ど根性」という新しいキャッチフレーズを投入。
  - 8月7日 - しゅうなんFMの協力を得て初のライヴイベントを敢行。
- 2008年（平成20年）2月1日 - 番組の一部改編を実施。
- 2011年（平成23年）
  - 1月14日 - Ustreamでの試験放送を開始。対象番組は「Good Morning AQUA」（7:00 - 9:00）であり、パーソナリティのReinaが出演する日のみ配信。
  - 1月22日 - Ustreamでの試験放送を「Good Morning AQUA」以外にも拡大。ただし、スタジオや局社内の様子を試験配信する。
- 2019年（令和元年）12月15日 - 本社とスタジオをフジ長門店内に移転。

## 番組内容
原則全番組を自社製作により放送しており、他のコミュニティFMのようにCS-PCM音声放送の再送信は行っていない。また他のコミュニティFM局と制作協力を行うことはあっても、一時期を除き、他局の制作番組のネットも行っていなかった（後述）。
制作される番組はCMを除いて原則として生放送である。このため、地元のイベントなどに連動した特別企画による放送が頻繁に行われている。
番組編成は基本的に60分単位で、全番組が定時スタートとなる。スポンサーが入る場合は55分番組となるが、残りの5分は一般的なステーションブレイク編成とは異なり、2～3分間のCM枠に続いて前番組のリクエストか局がセレクトした曲がかかる。全体で2、3時間の番組であっても、スポンサードがある場合は55分でいったん番組を中断し、上記の5分のローテーションが放送される。この5分の放送については「インターバル」と表現するパーソナリティと「55分以降」と表現するパーソナリティとがいる。なお、毎時59分50秒から7秒～20秒（基本10秒）のジングルを挟む。
また、全篇生放送を生かして、随時インフォマーシャルが行われる。
2006年6月まではオープニングとクロージングの放送が無く、朝はジングルの後すぐに放送が始まり、夜も番組終了前ジングルで放送が終了していた。2006年7月3日からは、Reinaによるオープニングアナウンスとクロージングアナウンスが放送されている。
2020年代に入ってからは多くの生放送やDJつき番組を平日に集約する傾向にあり、日曜日11時台の「SNB」を除いて、週末のスポンサード番組以外はノンストップミュージックプログラムの「music wave 87.8」としている。

### 放送されている番組
主なワイド番組（右端の太字が現行）
- グッドモーニングながと → Good Morning AQUA - 平日朝7時からのワイド番組。
- 情報スパークリング - 朝9時からの情報番組でAQUA開局当初から続く唯一の番組。土曜の「情スパサタデー」は姉妹番組。2020年に「music wave 87.8」に変更。
- おめざめサタディ → Get up Saturday → モーニング芸スポ - 土曜朝7時からのワイド番組。2020年に「music wave 87.8」に変更。
- おめざめサンディ → 人生各駅停車 - 日曜朝7時からのワイド番組。もとも2時間枠だったものが一時的に8時スタートに繰り下がった。この時のパーソナリティがそのまま「人生各駅停車」を枠繰り上げして担当。それが2時間になって現在に至る。8時台は「Wake up Sunday」として放送していた。2020年に「music wave 87.8」に変更。
- ○○ DE LUNCH → AQUA MUSIC ROAD → Beat Communication - 平日12時からの音楽番組。「LUNCH」シリーズは様々なパーソナリティが出演したが、「MUSIC ROAD」から音楽番組に。NECが提供に入ってからタイトル変更。担当DJがミキサーを兼ね、4～5曲毎にアナウンスを入れる
- なんでもおまかせ → SUNSET MUSIC → Seaside Music - 平日16時からの音楽番組。「なんでもおまかせ」も様々なパーソナリティが出演したが、「SUNSET MUSIC」から音楽番組に。これもスポンサーが入ってからタイトル変更。担当DJがミキサーを兼ね、4～5曲毎にアナウンスを入れる
- 帰ろかな → そろそろかえろかな → Vivid Radio - 平日17時からの情報番組。内容はほぼ変わっていないが、全国・県内ニュースや市内の話題、天気などをフォローする。また、「ルネッサマガジン」としてルネッサながとの話題も伝える。
- スパークリングNIGHT／サタデーNIGHTスパークリング／サンデーNIGHTスパークリング - 初期に19時から放送されたワイド。のちに分裂していき現在に至る。この枠内の最長寿は火曜の「今夜も聴いてNIGHT」。
- music wave 87.8 - 「SUNDAY MUSIC」や「Dig it! R2」等と同じ音楽番組。フィラー要素の強い時間帯ではあるが、時間帯によってはスポンサーも付いている。週末はほとんどの時間帯をこの番組で編成している。

かつては、FM AQUA本社の入っているウェーブの情報番組もあった。これはフジ移転後に「ハッピー・ショッピー・フジッピー」という形で受け継がれた。

### ネット番組
前述通り、ほとんどの番組を自社制作で放送しているが、以下の番組は他局制作の番組をネットした例である。
- キラリ!山口企業ナビ - 日曜18:00-19:00。YYジョブサロン（山口県若者就職支援センター）提供、エフエムきらら制作。2007年ごろに放送。
- みすゞさんと明るいほうへ - 水曜11:00-11:30。エフエム萩制作。2021年4月放送開始。パーソナリティを務めるちひろはかつて「ちひろDEランチ」を担当したことがある。

## パーソナリティ
ほとんどのパーソナリティが番組内では基本的にニックネームで呼ばれる。公式ページ内での紹介でも大半の人物に本名の記載はない（ただし番組内で本名が触れられることはある）。複数のコミュニティFM等で活動するパーソナリティも存在する。スタッフ紹介の冒頭に記載されている「ぼんじ」は元アンジーメンバーの「ぼんじ」こと植中伸二である。
なお過去には現在FMYでDJを行っている、白松あつ子（元TYSアナウンサー。FM AQUAの開局に中心的な役割を果たした開局当初の実質的な「局長」）や、フリーパーソナリティの有井美穂子、平山真紀子（COME ON!FMやFMきららにも出演）、現在FM NANAKOパーソナリティの篠原充やChimo（ちも）、現在FMきららパーソナリティの斉藤大輔（だいちゃん）等が所属した。

## トピックス
- 2006年11月5日の"Sunday diary"にて、Wikipediaがピックアップされた。
- 2006年夏よりFM AQUAの番組情報、FM AQUA CLUB CARDの情報を掲載した季刊誌「motto!878」（もっと!878）を発刊している。

## 大きな放送事故
- 2006年4月15日の11:30過ぎ、「破壊王国」の放送中に突然音声が止まった。これは音を送り出す装置の電源が落ちたためで、その後、曲を流しながら、数回のアナウンスが入った。12:10過ぎに仮補修で放送開始したものの、その日一日は仮補修のまま放送した。これにより「破壊王国」は14:00まで拡大、「ミステリーサークル」は休止、また「アニマルアワー」のゲスト出演は延期となった。
- 2006年9月17日の22:30過ぎ、折から接近していた台風13号に伴う暴風により長門市日置上矢ヶ浦のFM AQUA送信所にある送信用アンテナ（高さ15m）が一部破損、送信出力が1W以下となり全番組の送出が出来ない状態となった。仮補修後、16:30過ぎに、規定出力20Wを確保し、試験放送をした。なお、この日は21:00終了（関連：FM AQUAトピックス 9月18日（月曜日））。